# Kunova Teplica
Kunova Teplica – wieś (obec) na Słowacji położona w kraju koszyckim, w powiecie Rożniawa. 
Pierwsze wzmianki o miejscowości pochodzą z roku 1243. Miejscowość położona jest w dolinie rzeki Štítnik w mezoregionie Kras Słowacki (Slovenský kras).

## Opis miejscowości
Według danych z dnia 31 grudnia 2012, wieś zamieszkiwało 675 osób, w tym 341 kobiet i 334 mężczyzn.
W 2001 roku rozkład populacji względem narodowości i przynależności etnicznej wyglądał następująco:
- Słowacy – 56,05%
- Czesi – 0,15%
- Romowie – 1,84%
- Ukraińcy – 0,15%
- Węgrzy – 41,19%

Ze względu na wyznawaną religię struktura mieszkańców kształtowała się w 2001 roku następująco:
- Katolicy rzymscy – 9,19%
- Grekokatolicy – 0,61%
- Ewangelicy – 30,47%
- Prawosławni – 0,15%
- Ateiści – 41,96%
- Nie podano – 3,22%